# Renée Morisset
Renée Morisset, OC, CQ (* 13. Juni 1928 in Saint-Damien-de-Bellechasse, Québec; † 3. Mai 2009 in Québec) war eine kanadische Pianistin und Musikpädagogin.

## Leben und Wirken
Morisset hatte 1932–33 Klavierunterricht am Konvent Notre-Dame-du-Perpétuel-Secours. Von 1937 bis 1944 war sie Schülerin von Henri Gagnon in Québec. Danach studierte sie Klavier bei Germaine Malépart, Kammermusik bei Louis Bailly und John Newmark und Musiktheorie bei Georges-Émile Tanguay am Conservatoire de musique du Québec.
Sie gab Konzerte und spielte Rundfunkaufnahmen ein und trat 1950 als Solistin mit dem Orchestre Symphonique de Québec. Im gleichen Jahr heiratete sie den Pianisten Victor Bouchard, mit dem sie zu weiteren Studien nach Paris ging und in den folgenden Jahren internationale Anerkennung als Klavierduo bekam. Das Paar trat in Kanada, Belgien, Holland, Italien und den USA auf und erhielt u. a. den Prix Calixa-Laballée (1964), den Prix Pierre-Mercure (1966) und den Prix de la Fondation des Québec Symphony Orchestra (2004). Komponisten wie Clermont Pépin, Roger Matton und Jacques Hétu schrieben Werke für sie. Beide wurden 1981 Mitglied und 1985 Offizier des Order of Canada.
Von 1955 bis 1966 unterrichtete Morisset am Orford Arts Centre der Jeunesses musicales du Canada. Sie wirkte als Jurymitglied u. a. bei der Montreal International Music Competition 1968, der International Bach Piano Competition 1985 und beim Canada Council.